# Швейггер, Карл
Карл Эрнст Теодор Шве́йггер (нем. Karl Ernst Theodor Schweigger; 28 октября 1830, Галле — 24 августа 1905, Берлин) — немецкий медик, офтальмолог, преподаватель и автор медицинских трудов.
Он изучал медицину в Эрлангене и Галле, получив докторскую степень в 1852 году. В 1856 году габилитировался и некоторое время преподавал в Галльском университете, первоначально специализировался на аускультации и перкуссии. Впоследствии был ассистентом у Петера Крукенберга (1788—1865) в Галле, с 1856 года работал помощником Генриха Мюллера (1820—1864) в Вюрцбурге. Там он узнал о микроскопический патологии и анатомии глаза, после чего у него развился интерес к офтальмологии. Позже он переехал в Берлин, где был ассистентом у Альбрехта фон Грефе.
В 1868 году получил должность профессора в Гёттингенском университете, с 1871 года стал преемником Грефе и директором университетской глазной клиники в Берлине, в 1873 году став полным профессором и занимая эту должность на протяжении 28 лет. В 1873 году также приобрёл частный дом в Берлине, в 1875 году открыл частную глазную клинику, существовавшую до 1900 года и переехавшую в новое здание в 1881 году. С 1882 года он был одним из редакторов медицинского журнала Archiv für Augenheilkunde. В 1899 году оставил преподавание и практику вследствие мышечной дистрофии, от которой умер спустя шесть лет.
Главнейшие научные работы Швейггера относятся к области патолого-микроскопических исследований глаза и лечению косоглазия. Основные труды: Vorlesungen über den Gebrauch des Augenspiegels" (1864; новое издание, переработанное Греефом, — 1895); Handbuch der speziellen Augenheilkunde (1871; 6-е издание — 1893; русский перевод — Киев, 1875, также было переведено на английский язык); Klinische Untersuchungen über den Schielen (1881) и Sehproben (1895).